# 7-я гвардейская кавалерийская дивизия
7-я гвардейская кавалерийская Житомирская Краснознамённая орденов Суворова и Богдана Хмельницкого дивизия (7-я гв. кд) — кавалерийская дивизия в составе Вооружённых сил СССР во время Великой Отечественной войны.

## История
За образцовое выполнение заданий командования в боях с немецко-фашистскими захватчиками и проявленные личным составом мужество и героизм 31-я кавалерийская дивизия 5 января 1942 года была преобразована в 7-ю гвардейскую кавалерийскую дивизию.
По приказу Ставки ВГК № 0043 от 3 марта 1942 года 10-й кавалерийский корпус, куда входила 7-я гвардейская кавалерийская дивизия, был расформирован. 7-я гвардейская кавалерийская дивизия передана в состав 1-го гвардейского кавалерийского корпуса, а корпусные части и управление 10-го кавкорпуса обращены на пополнение 1-го гв. кавкорпуса.
7-я гвардейская кавалерийская дивизия воевала в составе 1-го гвардейского кавалерийского корпуса до окончания войны.
В августе-сентябре 1942 года в составе 16-й армии вела ожесточённые оборонительные бои с немецко-фашистскими войсками на р. Жиздра в районе Гретня, Чернышево (25-30 км южнее Сухиничей) и во взаимодействии с другими соединениями сорвала попытки противника прорвать оборону советских войск и развить наступление в направлении Сухиничи.
В феврале 1943 года вместе с другими соединениями 1-го гвардейского кавалерийского корпуса была включена в 6-ю армию Юго-Западного фронта и участвовала в наступательной операции в Донбассе, а затем в отражении контрнаступления противника на харьковском направлении.
Летом 1943 года в составе войск Юго-Западного со 2-й половины сентября Воронежского фронта вела бои за освобождение Левобережной Украины. 7 октября 1943 года форсировала р. Днепр севернее устья р. Тетерев; затем отведена на левый берег Днепра и в начале ноября переправлена на Лютежский плацдарм.
В ходе Киевской наступательной операции во взаимодействии с другими соединениями 1-го Украинского фронта освободила г. Житомир (13 ноября 1943 года), за что в этот же день была удостоена почётного наименования «Житомирской».
В ноябре — декабре в составе 60-й армии 1-го Украинского фронта вела упорные оборонительные бои в районе Коростеня. За образцовое выполнение заданий командования в боях с немецкими захватчиками награждена орденом Богдана Хмельницкого II степени (7 февраля 1944 года).
Стремительно действовали гвардейцы-кавалеристы в составе 13-й армии и конно-механизированной группы под командованием генерала В. К. Баранова при разгроме немецко-фашистских захватчиков на Правобережной Украине. 2 февраля 1944 года дивизия освободила г. Луцк, а 19 марта во взаимодействии с другими соединениями — г. Червоноармейск.
В середине июля она форсировала р. Западный Буг в районе Селец, Бенькув и освободила г. Немиров.
В конце июля части дивизии форсировали р. Сан в районе Ветлин и вступили на территорию Польши. В последующем вели бои в районах Дынув, Вара, Санок.
В сентябре дивизия совместно с другими соединениями 1-го гвардейского кавалерийского корпуса действовала в тылу противника на территории Чехословакии в районе севернее г. Прешов. В труднодоступных районах Карпатских гор, без достаточного количества боеприпасов и продовольствия личного состав дивизии проявил исключительное мужество и находчивость.
В ходе Сандомирско-Силезской наступательной операции 1-го Украинского фронта дивизия 29 января 1945 года форсировала р. Одер (Одра) в районе Одерхейзер (10 км севернее Ратибор) и в течение 7 суток вела ожесточённые бои по удержанию и расширению захваченного плацдарма.
В этих боях отличился командир отделения противотанковых ружей 27-го гв. кп (бывший 88-го кавалерийский полк, включённый в состав дивизии в феврале 1942 года) сержант Г. Ф. Пахомов. В ночь на 2 февраля он пробрался к переднему краю обороны противника и метким огнём из трофейного пулемёта сорвал готовящуюся контратаку гитлеровцев. На следующий день Пахомов подбил танк и бронетранспортёр противника, первым поднялся в атаку и увлёк за собой личный состав подразделения. Вражеская мина оборвала жизнь гвардейца. Посмертно он был удостоен звания Героя Советского Союза.
На завершающем этапе своего боевого пути дивизия вышла к р. Нейсе и в составе войск 1-го Украинского фронта участвовала в Берлинской наступательной операции. В ходе этой операции части дивизии 19 апреля форсировали р. Шпре в районе Кликc (10 км севернее Бауцен) и, развивая наступление, овладели гг. Кёнигсбрюк и Эльстерверда, а 23 апреля вышли к реке Эльба и форсировали её в районе Герциг.
В дальнейшем дивизия способствовала овладению войсками 5 гвардейской армии г. Дрезден и за проявленные личным составом в боях мужество и доблесть была награждена орденом Суворова II степени (4 июня 1945 года).
В ходе Великой Отечественной войны за героизм и образцовое выполнение заданий командования несколько тысяч воинов дивизии были награждены орденами и медалями, а 7 из них удостоены звания Героя Советского Союза.
В августе 1945 года 7-я гвардейская кавалерийская дивизия была расформирована.

## Состав
(новая нумерация частям дивизии присвоена 10 марта 1942 года)
- 19-й гвардейский кавалерийский полк (до 28 марта 1943)
- 21-й гвардейский кавалерийский полк
- 26-й гвардейский кавалерийский полк
- 27-й гвардейский кавалерийский полк (полковник Н. И. Кравцов, февраль-июнь 1942 г.)
- 88-й кавалерийский полк (с 27.02.1942)
- 87-й танковый полк (с 29.09.1943)
- 180-й гвардейский артиллерийско-минометный полк (6-й гвардейский конно-артиллерийский дивизион)
- 43-й гвардейский од ПВО (гв. зенбатр)
- 6-й гвардейский артиллерийский парк
- 7-й гвардейский разведывательный эскадрон (7-й гвардейский разведывательный дивизион)
- 5-й отдельный гвардейский саперный эскадрон
- 7-й отдельный гвардейский эскадрон связи
- 3-й отдельный медико-санитарный эскадрон
- 5-й гвардейский эскадрон химической защиты
- 7-й продовольственный транспорт
- 4-й взвод подвоза ГСМ
- 1-й дивизионный ветеринарный лазарет
- 1486-я полевая почтовая станция
- 1129-я полевая касса Государственного банка

Перечень № 6: Кавалерийские, танковые, воздушно-десантные дивизии и управления артиллерийских, зенитно-артиллерийских, минометных, авиационных и истребительных дивизий, входивших в состав действующей армии в годы Великой Отечественной войны 1941—1945 гг. / А. П. Покровский. — М.: Министерство обороны, 1965. — 77 с.

## Командиры дивизии
- Глинский, Михаил Иосифович (05.01.1942 — 21.03.1943), полковник, генерал-майор;
- Васильев, Вячеслав Дмитриевич (22.03.1943 — 06.04.1944), полковник, генерал-майор;
- Борщев, Иван Степанович (07.04.1944 — ?.08.1945), полковник.

## Награды и наименования
- Почетное звание Гвардейская — присвоено приказом Народного Комиссара Обороны СССР от 5 января 1942 года при преобразовании;
- Почетное наименование «Житомирская» — присвоено приказом Верховного Главнокомандующего от 13 ноября 1943 года в ознаменование одержанной победы и отличие в боях за освобождение города Житомир;
- Орден Красного Знамени — награждена указом Президиума ВС СССР от 3 мая 1942 года за образцовое выполнение боевых заданий командования на фронте борьбы с немецкими захватчиками и проявленные при этом доблесть и мужество;[2]
- Орден Богдана Хмельницкого II степени — награждена указом Президиума ВС СССР от 07 февраля 1944 года за образцовое выполнение боевых заданий командования на фронте борьбы с немецкими захватчиками и проявленные при этом доблесть и мужество;[3]
- Орден Суворова II степени- награждена указом Президиума ВС СССР от 4 июня 1945 года за образцовое выполнение заданий командования в боях с немецкими захватчиками при овладении городом Дрезден и проявленные при этом доблесть и мужество.[4]

Награды частей дивизии:
- 21-й гвардейский кавалерийский Перемышльский[5] орденов Богдана Хмельницкого(—II степени)[6] и Кутузова[7] полк
- 26-й гвардейский кавалерийский Катовицкий[8] Краснознаменный[9] полк
- 27-й гвардейский кавалерийский Краснознамённый[9] полк
- 87-й танковый Житомирский[10] Краснознаменный[11] полк
- 180-й гвардейский артиллерийско-минометный Катовицкий[8] полк
- 3-й отдельный медико-санитарный ордена Красной Звезды[12] эскадрон

## Отличившиеся воины дивизии
7 воинов дивизии удостоены звания Героя Советского Союза, а 2 воина стали кавалерами ордена Славы трех степеней.
| Награда | Ф. И. О.                      | Должность                                                             | Звание                    | Дата награждения             | Примечания                 |
| ------- | ----------------------------- | --------------------------------------------------------------------- | ------------------------- | ---------------------------- | -------------------------- |
|         | Арустамов, Георгий Аркадьевич | офицер разведки штаба 26-го гвардейского кавалерийского полка         | гвардии старший лейтенант | 27 июня 1945, посмертно      | погиб 22 января 1945 года. |
|         | Борискин, Пётр Никитович      | командир танка 87-го отдельного танкового полка                       | гвардии младший лейтенант | 27 июня 1945 (медаль № 7827) |                            |
|         | Гапон, Григорий Евдокимович   | командир танкового взвода 87-го отдельного танкового полка            | гвардии лейтенант         | 27 июня 1945 (медаль № 8775) |                            |
|         | Пахомов, Григорий Фёдорович   | командир отделения ПТР 27-го гвардейского кавалерийского полка        | гвардии сержант           | 27 июня 1945, посмертно      |                            |
|         | Савчук, Степан Варфоломеевич  | командир сабельного эскадрона 27-го гвардейского кавалерийского полка | гвардии старший лейтенант | 27 июня 1945 (медаль № 8926) |                            |
|         | Шингирий, Даниил Павлович     | командир 21-го гвардейского кавалерийского полка                      | гвардии подполковник      | 10 апреля 1945, посмертно    |                            |
|         | Шнейдерман, Михаил Ефимович   | командир танка 87-го отдельного танкового полка                       | гвардии младший лейтенант | 27 июня 1945 (медаль № 7828) |                            |

 Кавалеры ордена Славы 3-х степеней:
- Белкин, Николай Андреевич — гвардии старшина, помощник командира взвода 82 -мм миномётов 26 гвардейского кавалерийского полка. Указ Президиума Верховного Совета СССР от 27 июня 1945 года.
- Латко, Василий Петрович — гвардии красноармеец, разведчик взвода конной разведки 26 гвардейского кавалерийского полка.

Указ Президиума Верховного Совета СССР от 27 июня 1945 года.